# Ozan Kabak
Ozan Muhammed Kabak (Çankaya, 25 marzo 2000) è un calciatore turco, difensore dell'Hoffenheim e della nazionale turca.
Nell'estate del 2019 viene indicato dall'UEFA come uno dei 50 giovani più promettenti per la stagione 2019-2020.

## Caratteristiche tecniche
È un difensore centrale dotato di notevole senso della posizione e di una discreta forza fisica. Sa essere pericoloso nel gioco aereo e in fase realizzativa. Bravo in impostazione, rapido e abile nei recuperi a campo aperto, viene paragonato a Kōstas Manōlas.

## Carriera

### Club

#### Gli inizi, Galatasaray
Cresciuto nel settore giovanile del Galatasaray, il 1º luglio 2017 ha firmato il suo primo contratto fra i professionisti con il club turco.
Esordisce fra i professionisti il 12 maggio 2018 entrando in campo nei minuti finali dell'incontro di campionato vinto 2-0 contro lo Yeni Malatyaspor.
A partire dalla 2018-2019 seguente viene schierato in campo con maggior frequenza, diventando in pochi mesi titolare nella squadra allenata da Fatih Terim e attirando l'interesse di diversi club europei.
Il 24 ottobre 2018 ha esordito in UEFA Champions League disputando da titolare il match pareggiato 0-0 contro lo Schalke 04.

#### Stoccarda
Il 17 gennaio 2019 viene acquistato a titolo definitivo dallo Stoccarda, con cui sottoscrive un contratto fino al 2024. Esordisce in Bundesliga nella trasferta persa per 4-1 all’Allianz Arena di Monaco.

#### Schalke 04 e vari prestiti
Il 30 giugno 2019 lo Schalke 04 annuncia l'ingaggio del giocatore.
Il 1º febbraio 2021 viene ufficializzato il suo passaggio al Liverpool in prestito con diritto di riscatto fino al termine della stagione.
Il 30 agosto 2021 viene ceduto in prestito al Norwich City.

#### Hoffenheim
Il 23 luglio 2022 viene ceduto a titolo definitivo all'Hoffenheim.

### Nazionale
Nel 2017 con la nazionale Under-17 turca ha disputato il Campionato europeo concluso al terzo posto e il Mondiale.
Il 17 novembre 2019 esordisce in nazionale maggiore nel successo per 0-2 contro Andorra.
Convocato per Euro 2020, non disputa nemmeno un minuto nell'arco della competizione.
Il 16 novembre 2022 realizza la sua prima rete con la Turchia nell'amichevole vinta 2-1 contro la Scozia.

## Statistiche

### Presenze e reti nei club
Statistiche aggiornate al 20 marzo 2023.
| Stagione           | Squadra            | Campionato         | Campionato | Campionato | Coppe nazionali | Coppe nazionali | Coppe nazionali | Coppe continentali | Coppe continentali | Coppe continentali | Altre coppe | Altre coppe | Altre coppe | Totale | Totale |
| Stagione           | Squadra            | Comp               | Pres       | Reti       | Comp            | Pres            | Reti            | Comp               | Pres               | Reti               | Comp        | Pres        | Reti        | Pres   | Reti   |
| ------------------ | ------------------ | ------------------ | ---------- | ---------- | --------------- | --------------- | --------------- | ------------------ | ------------------ | ------------------ | ----------- | ----------- | ----------- | ------ | ------ |
| 2017-2018          | Galatasaray        | SL                 | 1          | 0          | TK              | -               | -               | UEL                | -                  | -                  | -           | -           | -           | 1      | 0      |
| 2018-gen. 2019     | Galatasaray        | SL                 | 13         | 0          | TK              | -               | -               | UCL                | 4                  | 0                  | ST          | -           | -           | 17     | 0      |
| Totale Galatasaray | Totale Galatasaray | Totale Galatasaray | 14         | 0          |                 | -               | -               |                    | 4                  | 0                  |             | -           | -           | 18     | 0      |
| gen.-giu. 2019     | Stoccarda          | BL                 | 15+2       | 3+0        | CG              | -               | -               | -                  | -                  | -                  | -           | -           | -           | 17     | 3      |
| 2019-2020          | Schalke 04         | BL                 | 26         | 3          | CG              | 2               | 0               | -                  | -                  | -                  | -           | -           | -           | 28     | 3      |
| 2020-feb. 2021     | Schalke 04         | BL                 | 14         | 0          | CG              | 0               | 0               | -                  | -                  | -                  | -           | -           | -           | 14     | 0      |
| Totale Schalke 04  | Totale Schalke 04  | Totale Schalke 04  | 40         | 3          |                 | 2               | 0               | -                  | -                  | -                  | -           | -           | -           | 42     | 3      |
| feb.-giu.2021      | Liverpool          | PL                 | 9          | 0          | FACup+CdL       | 0               | 0               | UCL                | 4                  | 0                  | -           | -           | -           | 13     | 0      |
| 2021-2022          | Norwich City       | PL                 | 11         | 0          | FACup+CdL       | 1+0             | 0+0             | -                  | -                  | -                  | -           | -           | -           | 12     | 0      |
| 2022-2023          | Hoffenheim         | BL                 | 22         | 2          | CG              | 3               | 2               | -                  | -                  | -                  | -           | -           | -           | 25     | 4      |
| Totale carriera    | Totale carriera    | Totale carriera    | 113        | 8          |                 | 6               | 2               |                    | 8                  | 0                  |             | -           | -           | 127    | 10     |

### Cronologia presenze e reti in nazionale
| Cronologia completa delle presenze e delle reti in nazionale ― Turchia | Cronologia completa delle presenze e delle reti in nazionale ― Turchia | Cronologia completa delle presenze e delle reti in nazionale ― Turchia | Cronologia completa delle presenze e delle reti in nazionale ― Turchia | Cronologia completa delle presenze e delle reti in nazionale ― Turchia | Cronologia completa delle presenze e delle reti in nazionale ― Turchia | Cronologia completa delle presenze e delle reti in nazionale ― Turchia | Cronologia completa delle presenze e delle reti in nazionale ― Turchia |
| Data                                                                   | Città                                                                  | In casa                                                                | Risultato                                                              | Ospiti                                                                 | Competizione                                                           | Reti                                                                   | Note                                                                   |
| ---------------------------------------------------------------------- | ---------------------------------------------------------------------- | ---------------------------------------------------------------------- | ---------------------------------------------------------------------- | ---------------------------------------------------------------------- | ---------------------------------------------------------------------- | ---------------------------------------------------------------------- | ---------------------------------------------------------------------- |
| 17-11-2019                                                             | Andorra la Vella                                                       | Andorra                                                                | 0 – 2                                                                  | Turchia                                                                | Qual. Euro 2020                                                        | -                                                                      |                                                                        |
| 6-9-2020                                                               | Belgrado                                                               | Serbia                                                                 | 0 – 0                                                                  | Turchia                                                                | UEFA Nations League 2020-2021 - 1º turno                               | -                                                                      | 79’                                                                    |
| 7-10-2020                                                              | Colonia                                                                | Germania                                                               | 3 – 3                                                                  | Turchia                                                                | Amichevole                                                             | -                                                                      | 75’                                                                    |
| 11-10-2020                                                             | Mosca                                                                  | Russia                                                                 | 1 – 1                                                                  | Turchia                                                                | UEFA Nations League 2020-2021 - 1º turno                               | -                                                                      | 74’                                                                    |
| 11-11-2020                                                             | Istanbul                                                               | Turchia                                                                | 3 – 3                                                                  | Croazia                                                                | Amichevole                                                             | -                                                                      | 38’                                                                    |
| 15-11-2020                                                             | Istanbul                                                               | Turchia                                                                | 3 – 2                                                                  | Russia                                                                 | UEFA Nations League 2020-2021 - 1º turno                               | -                                                                      | 64’                                                                    |
| 18-11-2020                                                             | Budapest                                                               | Ungheria                                                               | 2 – 0                                                                  | Turchia                                                                | UEFA Nations League 2020-2021 - 1º turno                               | -                                                                      |                                                                        |
| 24-3-2021                                                              | Istanbul                                                               | Turchia                                                                | 4 – 2                                                                  | Paesi Bassi                                                            | Qual. Mondiali 2022                                                    | -                                                                      | 90’                                                                    |
| 27-3-2021                                                              | Malaga                                                                 | Norvegia                                                               | 0 – 3                                                                  | Turchia                                                                | Qual. Mondiali 2022                                                    | -                                                                      | 86’                                                                    |
| 30-3-2021                                                              | Istanbul                                                               | Turchia                                                                | 3 – 3                                                                  | Lettonia                                                               | Qual. Mondiali 2022                                                    | -                                                                      |                                                                        |
| 31-5-2021                                                              | Adalia                                                                 | Turchia                                                                | 0 – 0                                                                  | Guinea                                                                 | Amichevole                                                             | -                                                                      | 86’                                                                    |
| 3-6-2021                                                               | Paderborn                                                              | Turchia                                                                | 2 – 0                                                                  | Moldavia                                                               | Amichevole                                                             | -                                                                      | 69’                                                                    |
| 7-9-2021                                                               | Amsterdam                                                              | Paesi Bassi                                                            | 6 – 1                                                                  | Turchia                                                                | Qual. Mondiali 2022                                                    | -                                                                      | 46’ 58’                                                                |
| 24-3-2022                                                              | Porto                                                                  | Portogallo                                                             | 3 – 1                                                                  | Turchia                                                                | Qual. Mondiali 2022                                                    | -                                                                      |                                                                        |
| 29-3-2022                                                              | Konya                                                                  | Turchia                                                                | 2 – 3                                                                  | Italia                                                                 | Amichevole                                                             | -                                                                      | 9’                                                                     |
| 7-6-2022                                                               | Vilnius                                                                | Lituania                                                               | 0 – 6                                                                  | Turchia                                                                | UEFA Nations League 2022-2023 - 1º turno                               | -                                                                      | 76’                                                                    |
| 14-6-2022                                                              | Smirne                                                                 | Turchia                                                                | 2 – 0                                                                  | Lituania                                                               | UEFA Nations League 2022-2023 - 1º turno                               | -                                                                      | 84’                                                                    |
| 25-9-2022                                                              | Tórshavn                                                               | Fær Øer                                                                | 2 – 1                                                                  | Turchia                                                                | UEFA Nations League 2022-2023 - 1º turno                               | -                                                                      |                                                                        |
| 16-11-2022                                                             | Diyarbakır                                                             | Turchia                                                                | 2 – 1                                                                  | Scozia                                                                 | Amichevole                                                             | 1                                                                      |                                                                        |
| 19-11-2022                                                             | Gaziantep                                                              | Turchia                                                                | 2 – 1                                                                  | Rep. Ceca                                                              | Amichevole                                                             | -                                                                      | 60’                                                                    |
| 25-3-2023                                                              | Erevan                                                                 | Armenia                                                                | 1 – 2                                                                  | Turchia                                                                | Qual. Euro 2024                                                        | -                                                                      | [ 18 ]                                                                 |
| 16-6-2023                                                              | Riga                                                                   | Lettonia                                                               | 2 – 3                                                                  | Turchia                                                                | Qual. Euro 2024                                                        | -                                                                      | 89’                                                                    |
| 12-9-2023                                                              | Genk                                                                   | Giappone                                                               | 4 – 2                                                                  | Turchia                                                                | Amichevole                                                             | 1                                                                      |                                                                        |
| 18-11-2023                                                             | Berlino                                                                | Germania                                                               | 2 – 3                                                                  | Turchia                                                                | Amichevole                                                             | -                                                                      | 27’                                                                    |
| 22-3-2024                                                              | Budapest                                                               | Ungheria                                                               | 1 – 0                                                                  | Turchia                                                                | Amichevole                                                             | -                                                                      |                                                                        |
| 4-6-2024                                                               | Bologna                                                                | Italia                                                                 | 0 – 0                                                                  | Turchia                                                                | Amichevole                                                             | -                                                                      | 42’                                                                    |
| Totale                                                                 |                                                                        | Presenze                                                               | 26                                                                     |                                                                        | Reti                                                                   | 2                                                                      |                                                                        |

## Palmarès
- Campionato turco: 2

Galatasaray: 2017-2018, 2018-2019